# Католицька церква в Латвії
Като́лицька це́рква в Ла́твії — друга християнська конфесія Латвії. Складова всесвітньої Католицької церкви, яку очолює на Землі римський папа. Керується конференцією єпископів. Станом на 2004 рік у країні нараховувалося близько 430 000 католиків (18,06% від усього населення). Існувало 4 діоцезій, які об'єднували 267 церковних парафій.  Кількість  священиків — 135 (з них представники секулярного духовенства — 108, члени чернечих організацій — 27), постійних дияконів — 1, монахів — 32, монахинь — 109.

## Історія
- Ризьке архієпископство
- 1234—1583: Курляндське єпископство
- Лівонський орден